# Mehdi Ben Attia
Mehdi Ben Attia (arabisch مهدي بن عطية, DMG Mahdī b. ʿAṭṭīya; geboren am 7. August 1968 in Tunis) ist ein tunesischer Filmregisseur und Drehbuchautor.

## Leben
Ben Attia ging in La Marsa zur Schule. Er studierte Politikwissenschaften in Paris an der Sorbonne und schloss sein Studium mit einem DEA 1993 ab. Nach seinem Studium begann er, in Frankreich als Drehbuchautor zu arbeiten. Er schrieb Drehbücher für die Sitcoms H und Eva Mag auf Canal+. Später schrieb er zwei Drehbücher für André Téchiné, Weit weg (2001) und Impardonnables (2011).
2009 veröffentlichte er seinen ersten Langfilm als Regisseur, Le Fil – Die Spur unserer Sehnsucht. Der in Frankreich produzierte Film, mit Claudia Cardinale, Antonin Stahly und Salim Kechiouche in der Besetzung, handelt von einer schwulen Liebesgeschichte in Tunesien und wurde in Tunesien aufgrund der Darstellung von Homosexualität verboten.
Sein Film Je ne suis pas mort wurde auf den Internationalen Filmfestspielen Berlin 2013 in der Sektion Forum gezeigt.

## Filmografie
- 2000: En face (Kurzfilm)
- 2009: Le Fil – Die Spur unserer Sehnsucht (Le Fil)
- 2012: Je ne suis pas mort
- 2017: L’Amour des hommes